# 에인절 오브 더 노스

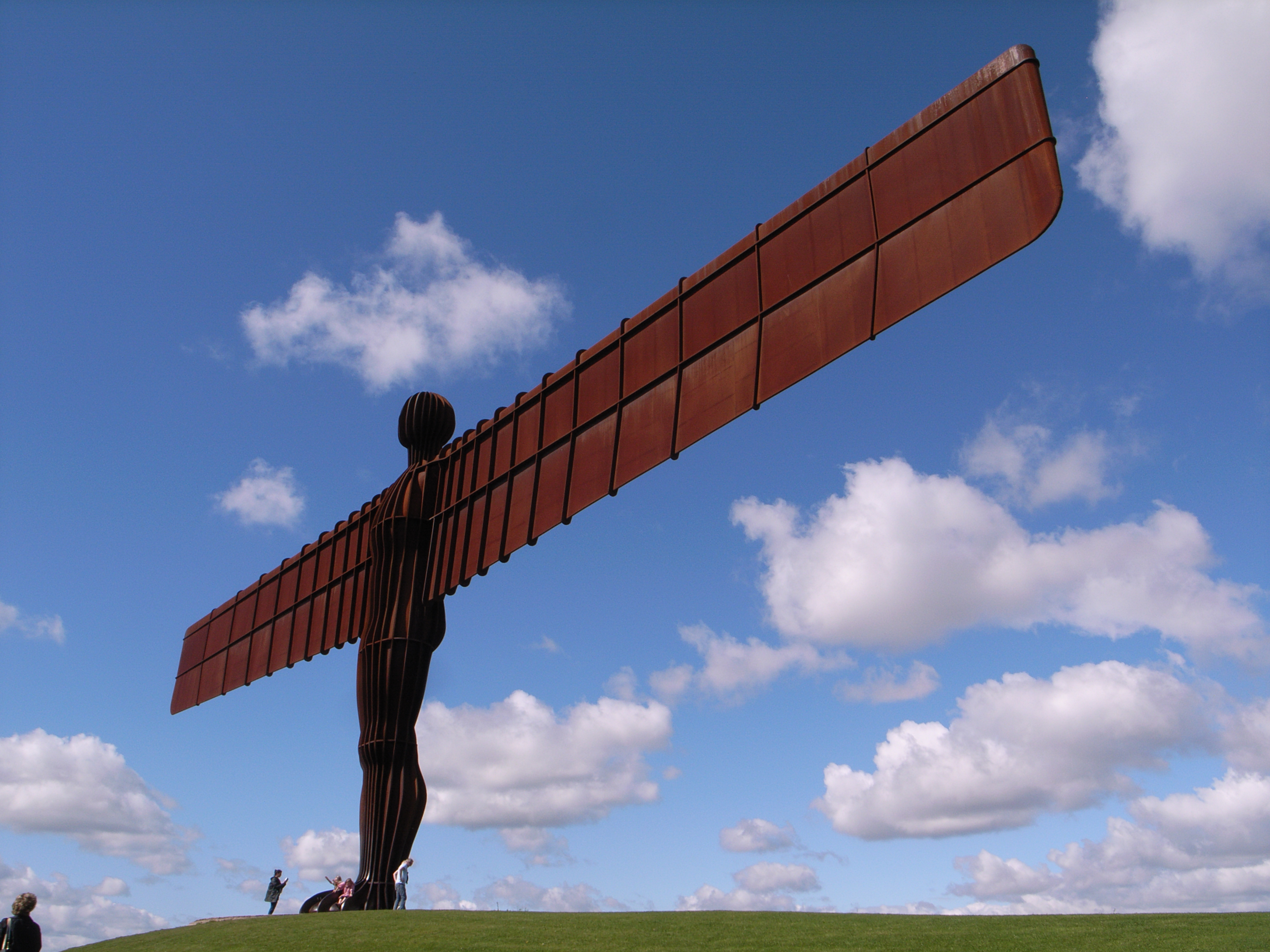
에인절 오브 더 노스

에인절 오브 더 노스(영어: Angel of the North)는 잉글랜드 타인 위어주 게이츠헤드에 있는 앤터니 곰리의 현대 조각품이다. 1998년에 완성되었으며 A1 및 A167 도로와 동부 해안 간선 도로에 가까워서 매년 약 3,300만 명이 관람한다.